# سره‌گولوو
سره‌گولوو (انگلیسی: Seregulovo) یک شهرک در شهرستان زیانچورینسکی استان باشقیرستان کشور روسیه است.